# In Treue stark
In Treue stark ist ein deutsches Stummfilm-Ehedrama aus dem Jahre 1926 von Heinrich Brandt mit Otto Gebühr in der Hauptrolle.

## Handlung
Kapitän Dietrich Hartung versieht seinen Dienst auf dem deutschen Kriegsschiff „Hessen“. Er ist mit der sehr viel jüngeren Britta Hartung verheiratet und hat mit ihr einen kleinen Jungen. Bei der Eheschließung versprach Hartung seinem Schwiegervater, in Zukunft Britta vom (angeblich verderblichen) Einfluss ihrer Mutter fernzuhalten, denn diese Frau hatte ihren Gatten nebst Kinder einst schmählich im Stich gelassen und neu geheiratet. Als Hermine, verehelichte Eyck, tatsächlich bei ihrer Tochter Britta auftaucht, versteckt diese ihre Mutter, um den sittenstrengen und moralfesten Gatten nicht zu erzürnen. Britta gibt ihrer Mutter sogar Geld, denn diese ist ziemlich krank und benötigt Erholung im sonnigen Süden. Die Pflegerin Hanna, die sich üblicherweise um das Hartung-Kind kümmert, soll sie dorthin begleiten. Bald führen diese Heimlichkeiten dazu, dass Britta ihren Gatten anlügen muss und dieser, auch nicht eben auf den Kopf gefallen, Verdacht schöpft. Dietrich Hartung vermutet bei Britta sogar eheliche Untreue und legt enttäuscht mit seinem Schiff auf große Fahrt in Richtung Spanien ab.
An Mallorcas Küste hat sich derweil Hermine niedergelassen, um sich dort gesund zu kuren, doch der Erfolg will sich nicht einstellen. Als Hermine die deutsche Flotte vor der Küste sichtet, schließt sie daraus, dass auch Hartung an Bord sein dürfte. Hermine entsendet, um Frieden zwischen ihrer Tochter und deren Gatten zu stiften, Hanna an Bord der „Hessen“. Dort trifft die Hartung‘sche Pflegerin auf ihren Chef und erklärt ihm die Zusammenhänge, die nun Britta in einem sehr viel günstigeren Licht dastehen lassen. Hartung erkennt, dass er seiner Frau mit seinen Unterstellungen Unrecht getan hat, und will so schnell wie möglich zu Britta zurückkehren und sie um Verzeihung bitten. Kapitän Hartung besucht die moribunde Hermine auf der Insel und lernt auch ihren erwachsenen Sohn Helmut Eyck kennen, den es gleichfalls zur See zieht. Während sich Hartung auf Heimfahrt befindet, stirbt Hermine. Hanna fährt derweil per Bahn heim nach Deutschland. Als Britta vom Tod ihrer Mutter erfährt, ist sie am Boden zerstört. Nun ist, nach ihrem Mann, auch ihre Mutter gegangen. Doch Dietrich kann zu ihr zurückkehren, und er tut dies auch. Das Glück der beiden wird wiederhergestellt, und auch beider Sohn hat endlich seinen Vater wieder.

## Produktionsnotizen
In Treue stark entstand von Juni bis August 1926 im National-Film-Atelier und mit Außenaufnahmen während einer deutschen Flottenfahrt nach Spanien, passierte am 24. September desselben Jahres die Filmzensur und wurde am 1. Oktober 1926 in Berlins Capitol-Kino uraufgeführt. Die Länge des für die Jugend freigegebenen Achtakters betrug 2866 Meter. In Österreich lief der Film 1927 unter dem Titel Panzerkreuzer Hessen.
Max Knaake schuf die Filmbauten. Walter Lehmann übernahm die Aufnahmeleitung.
Der Film erhielt aufgrund seiner deutschnationalen Ausrichtung das Prädikat „überwiegend volksbildend“.

## Wissenswertes
Die beiden Darsteller Paul Richter und Aud Egede Nissen waren miteinander verheiratet.

## Kritiken
Der Filmbote behauptete, dass dieser Film „unbedingt zu den bedeutenden Standardfilms“ dieser Saison zu rechnen sei und sichtete hier überdies eine „mit starker dramatischer Spannung ausgestattete Familiengeschichte“. Hauptdarsteller Otto Gebühr wiederum würde seinen Charakter „mit kraftvoller Männlichkeit und überaus sympathischer Wärme“ ausfüllen.
Die Stunde befand, dass man aus dem sowjetischen Film Panzerkreuzer Potemkin die Lehre ziehen könne, „daß Vorgänge, die sich auf einem Schiffe abspielen, an sich schon durch dieses Milieu interessant gemacht sind“ und wies darauf hin, dass „wenn en junger und sympathischer deutscher Filmdarsteller wie Paul Richter die Rolle eines Matrosen spielt … von vornherein der Erfolg sicher“ sei. Gelobt wurde auch die Leistung Otto Gebührs, der „die Rolle des Kapitäns in der ihm eigenen prägnanten Art“ verkörpere.